# Cầy giông Tây Nguyên
Cầy giông Tây Nguyên (Viverra tainguensis) là loài cầy mới được công bố ở Việt Nam, vào năm 1997.

## Mô tả
Là loài thú ăn thịt có kích thước trung bình, về hình thái, cầy giông Tây Nguyên rất giống cầy giông thường (Viverra zibetha). Những đặc điểm khác biệt giữa hai loài là bộ lông có màu hung sáng ở phần lưng và vùng vai. Trên lưng có nhiều đốm xám đen hình bán nguyệt, lõm về phía sau nổi rõ trên nền lông. Phía sau bả vai kể từ sườn có dải mầu nâu sáng đi ngược lên phía lưng, sau đó đột ngột quay về phía sau chạy song song với bờm sống lưng và kết thúc ở gốc đuôi, thấp hơn còn có một dải tương tự nhưng ít nổi rõ. Ngực và bụng màu sáng. Các chân màu xám nâu. Dài đuôi quá nửa dài thân. Đuôi có sáu hoặc bảy vòng đen, trắng. Chân trước có nếp da phủ lên ngón thứ ba và thứ tư.

## Sinh thái
Cầy giông Tây Nguyên ăn thịt các loài chuột, sóc, chim nhỏ, lưỡng cư. Đây là loài sống về đêm và đơn độc.

## Phân bố
Cầy hương Tây Nguyên đã được phát hiện trong khu rừng nhiệt đới nguyên sinh ẩm ướt trong thung lũng của một dòng suối nhỏ. Các mẫu vật được tìm thấy khắp Việt Nam, như tại các tỉnh Đắk Lắk, Gia Lai, Lạng Sơn, Bắc Giang, Nghệ An... Ngoài ra ít gặp trong thiên nhiên.

## Tình trạng và bảo vệ
Sinh cảnh sống của loài cầy giông Tây Nguyên đang bị tàn phá nghiêm trọng. Đã đưa loài vào Sách đỏ Việt Nam.